# C3H3NOS
C3H3NOS(몰 질량: 101.127 g/mol)는 다음 물질의 분자식이다.
- 아이소싸이아졸리논
- 티아졸론(Thiazolone)

| Disambiguation icon | 이 문서는 명칭이 같고 같은 종류에 속하는 여러 대상을 연결하는 색인 문서입니다. |